# Oostkamp
Oostkamp és un municipi belga de la província de Flandes Occidental a la regió de Flandes. L'1 de gener del 2014 tenia 22.957 habitants a una superfície de 7965 hectàrees. És creuat pel Canal Gant-Bruges i el Rivierbeek, l'autopista E40 i la línia del ferrocarril 50A Brussel·les-Oostende.

## Geografia
Es troba a la zona geogràfica anomenat Flandes sorrosa i l'Houtland (terra dels boscs) a la vall del Rivierbeek. La majoria dels camps són sorrosos i poc fèrtils, amb unes zones de camps d'argila arrenosa, creuat per una xarxa densa de petits rius que desguassen al Canal Gant-Bruges, que és el resultat de la canalització de rius des de l'alta edat mitjana, per tal de preservar les vies comercials de la ciutat de Bruges.

### Nuclis i població[2]
| #           | Nom                                            | Extensió (km²) | Població (1/1/2014) |
| ----------- | ---------------------------------------------- | -------------- | ------------------- |
| I (V) (VII) | Oostkamp - Oostkamp - Moerbrugge - Steenbrugge | 34,19          | 13.376              |
| II          | Hertsberge                                     | 11,16          | 1.934               |
| III (VI)    | Ruddervoorde - Ruddervoorde - Baliebrugge      | 26,86          | 5.685               |
| IV          | Waardamme                                      | 7,43           | 2.021               |

### Poblacions veïnes

Mapa d'Oostkamp

| - a. Sint-Michiels (Brugge) - b. Assebroek (Brugge) - c. Oedelem (Beernem) - d. Beernem - e. Wingene (Wingene) - f. Zwevezele (Wingene) - g. Lichtervelde - h. Torhout - i. Veldegem (Zedelgem) - j. Loppem (Zedelgem) |

### Xarxa hidrogràfica
- Canal Gant-Bruges
- Rivierbeek i els seus afluents Hertsbergebeek i Waardammebeek
- Bornebeek
- Lijsterbeek i els seus afluoents Dalebeek i Marsbeek
- Merlebeek
- Geuzenbeek, Zuiddambeek i Mazelbeek i el Sint-Trudoledeken

## Història
El primer esment escrit Ecclesia Oorscamp data del 1080, tot i que hi moltes indicacions d'una presència humana des del Mesolític. Progressivament, aquest nom va transformar-se en Oostkamp. Significa camp de cavalls, derivat de la composició de ros o ors, parent amb l'anglés horse, i camp, mot utilitzat per a indicar terres poc fèrtils. L'església pertanyia al capítol de la Catedral de Sant Donacià de Bruges. Durant l'antic règim era un feu «appendant» del Franconat de Bruges.

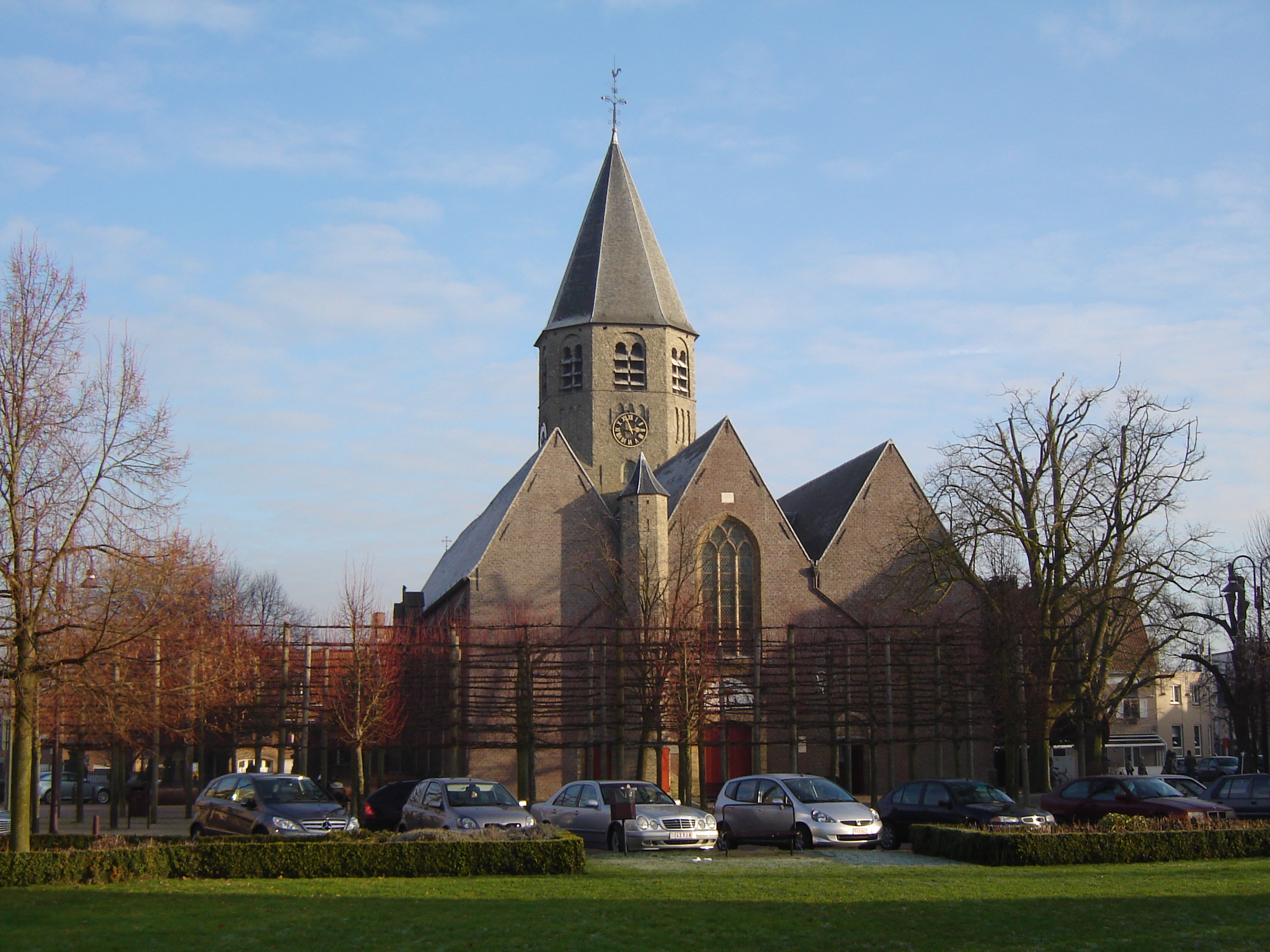
Església de Sant Pere
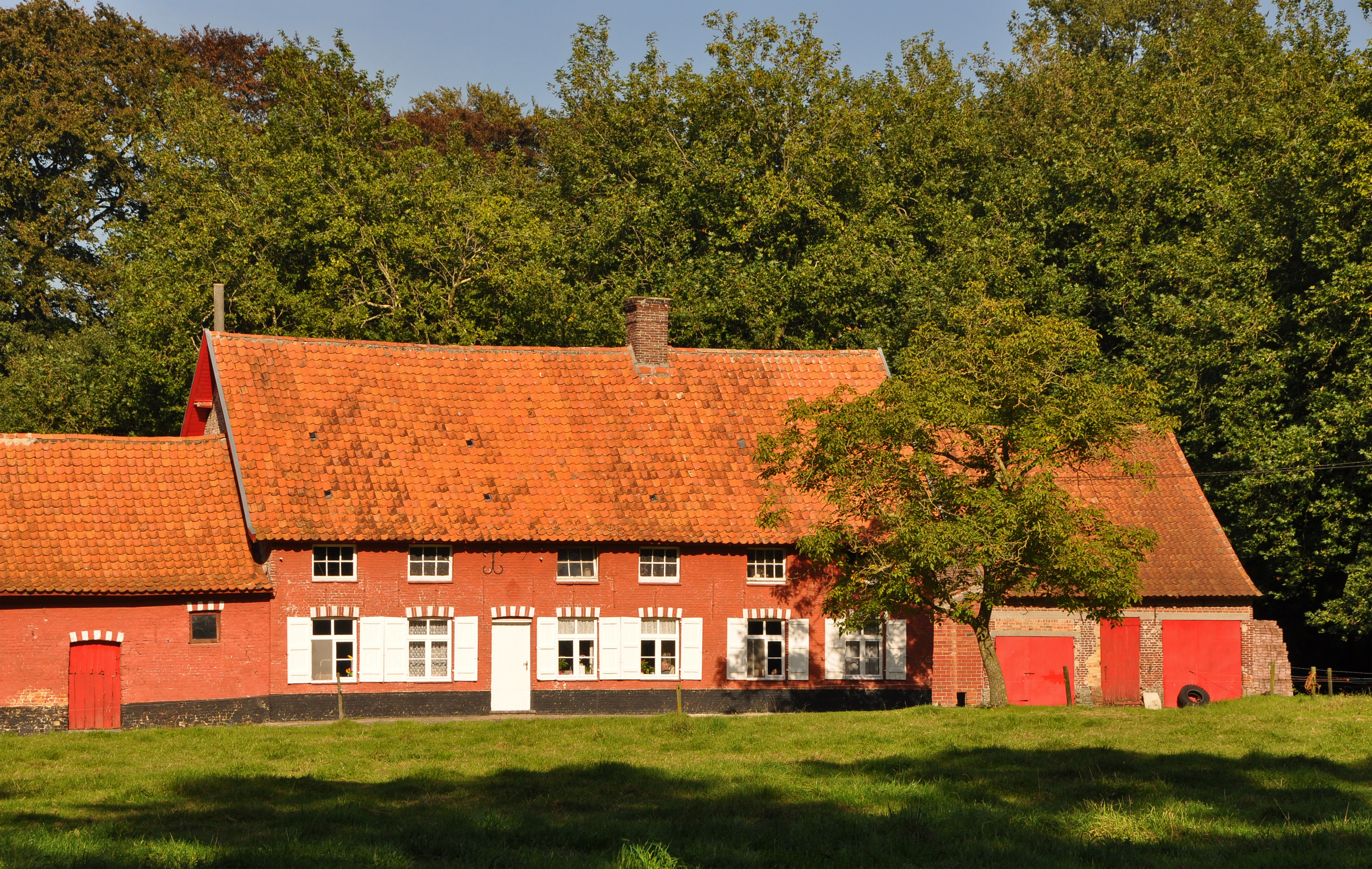
El mas «Nieuwburghoeve» (monument llistat)
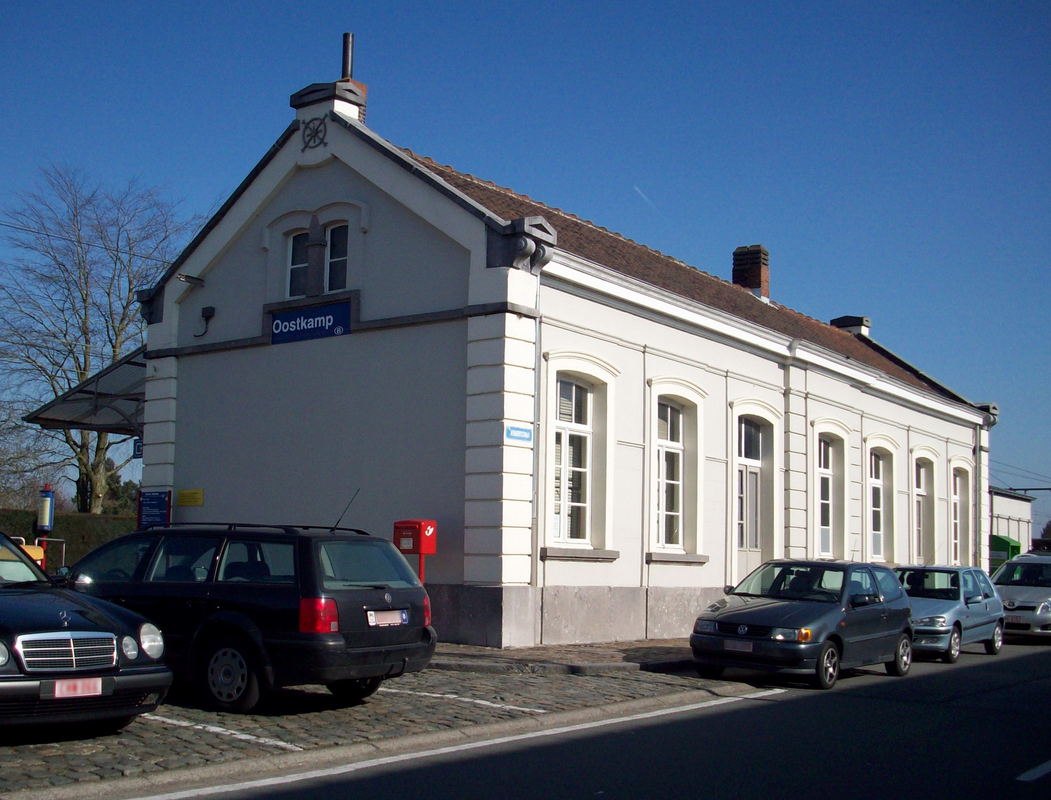
L'estació dels ferrocarrils de la NMBS/SNCB

## Agermanament
- Chaumont
- Bad Langensalza
- Bad Nauheim